# Marquesat de Palmerola
El Marquesat de Palmerola és un títol nobiliari concedit el 7 de juny de 1767 pel rei Carles III a favor de Francesc Xavier Despujol i d'Alemany-Descatllar, baró de Montclar. La seva denominació fa referència a l'antic municipi de Palmerola (Les Llosses, Ripollès), del qual els avantpassats de Francesc Xavier Despujol i d'Alemany-Descatllar, n'eren senyors.

## Marquesos de Palmerola
|                        | Titular                                         | Període                |
| Creació per Carles III | Creació per Carles III                          | Creació per Carles III |
| ---------------------- | ----------------------------------------------- | ---------------------- |
| I                      | Francesc Xavier Despujol i d'Alemany-Descatllar | 1767-1809              |
| II                     | Francesc Despujol i de Vilalba                  |                        |
| III                    | Ramon Despujol i de Vilalba                     |                        |
| IV                     | Josep Maria Despujol i Ferrer de Sant Jordi     |                        |
| V                      | Ignasi Maria Despujol i Dusay                   |                        |
| VI                     | Josep Maria Despujol i Ricart                   |                        |
| VII                    | Ignasi Despujol i Burgoyne                      |                        |